# Oxyopomyrmex insularis
Oxyopomyrmex insularis är en myrart som beskrevs av Santschi 1908. Oxyopomyrmex insularis ingår i släktet Oxyopomyrmex och familjen myror. Inga underarter finns listade i Catalogue of Life.

## Bildgalleri

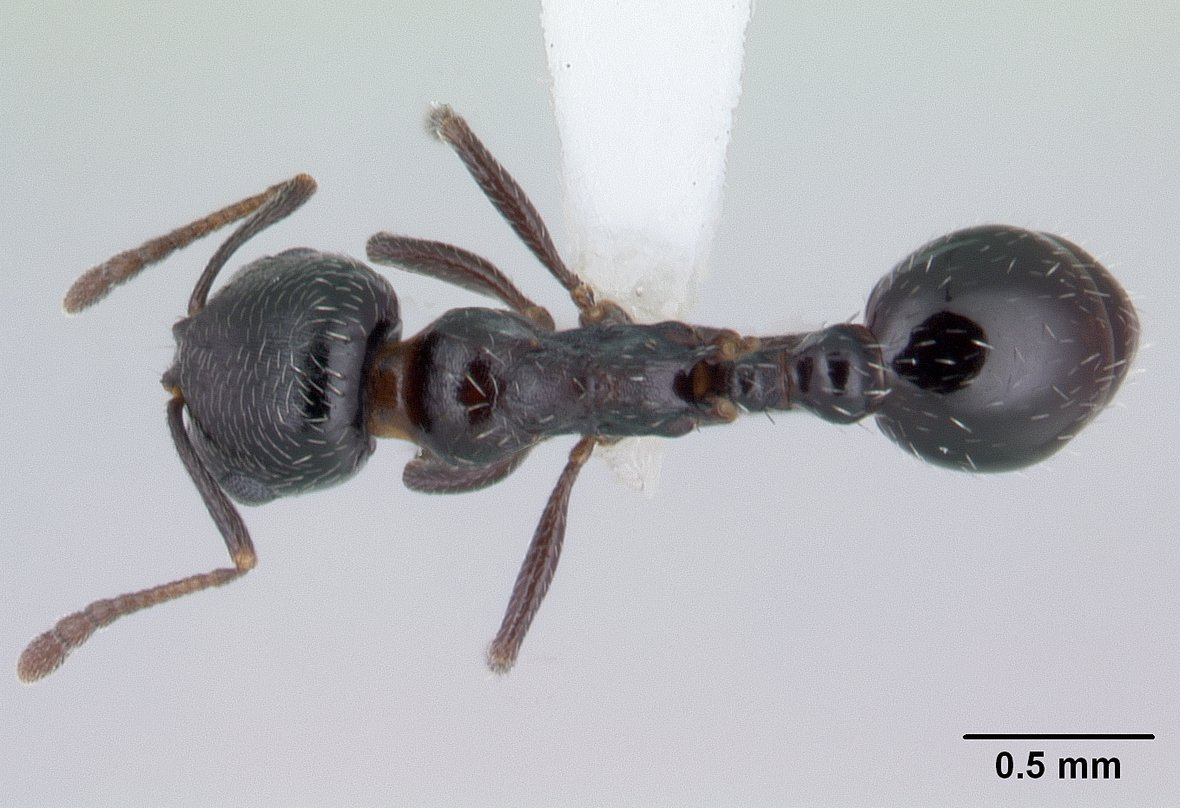
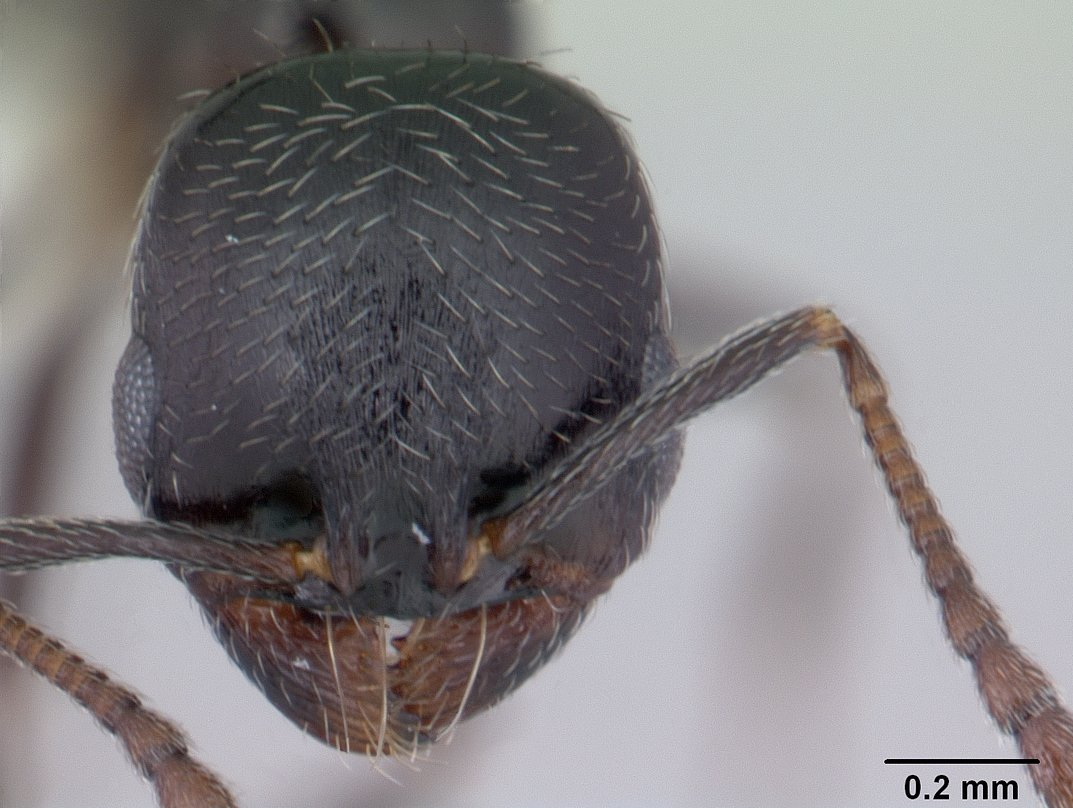
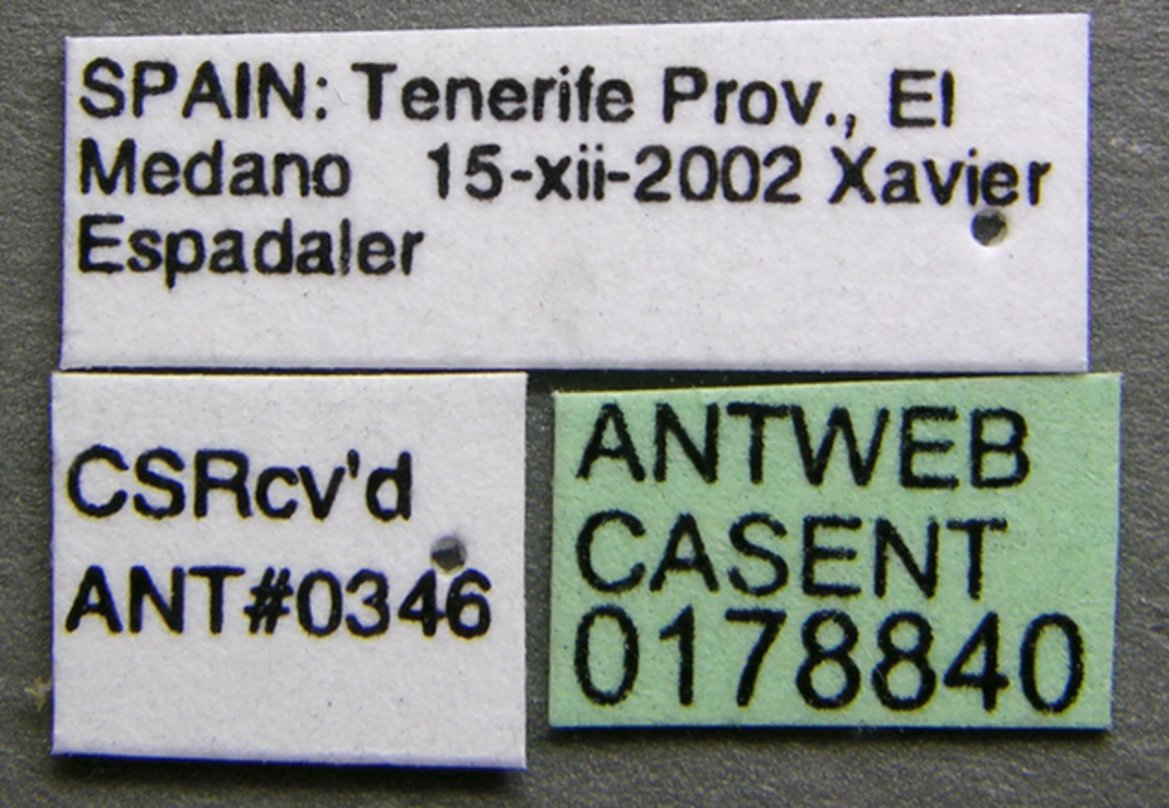
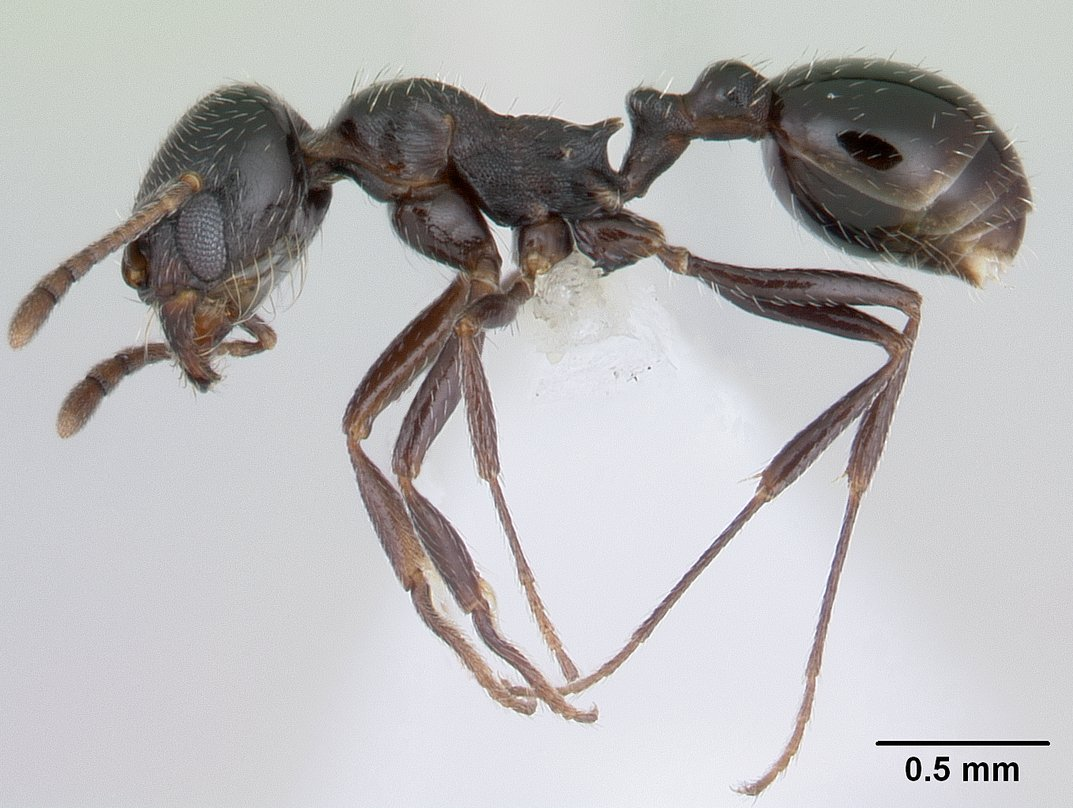